# Воскресенська церква (Снітин)
Церква Вознесіння Господнього  (місцева назва: Воскресенська церква) — зразок культового будівництва Лівобережної України у період переходу від стилю бароко до класицизму. Знаходиться в селі Снітин Лубенського району Полтавської області. Пам'ятка архітектури національного значення, охоронний № 1481.

## Історичні відомості
У 1805 році на замовлення бунчукових товаришів, поміщиків Олександра Андрійовича та Якима Андрійовича Новицьких, збудована церква на честь Воскресіння Господнього в с. Снітин Лубенського повіту (тепер Лубенського р-ну) разом із дзвіницею.
У 1902 мала 2 будинки для квартир причту. Діяли бібліотека, школа грамоти (відкрита 1842 псаломщиком П. Барановським у власній квартирі), церковнопарафіяльне попечительство.
У серед. 1930-х світловий барабан був розібраний, покрівлю над основним об'ємом зробили чотирискатною, а саму споруду пристосували під колгоспний склад.
Релігійна громада відновила діяльність під час німецької окупації 1942.
По війні була зареєстрована органами радянської влади 08.01.1948 за № 211. Для релігійних відправ використовувала приміщення кол. церкви площею 90 кв. м.
У післявоєнний період за рахунок релігійної громади церква була капітально відремонтована. Однак в первісному вигляді її не відновили. Замість світлового барабана був встановлений декоративний восьмигранний ліхтарик із хрестом.
1952 релігійна громада припинила свою діяльність, а споруду передали місцевому колгоспу і використовували до кін. 1980-х як зерносховище та складське приміщення.

## Архітекртура
Мурована, однобанна, прямокутна в плані споруда тетраконхового типу. Зі сходу знаходилася напівкругла апсида, а до трьох сторін були прибудовані напівкруглі притвори. Стіни споруди були розчленовані рустованими пілястрами та прорізані великими прямокутними вікнами, пластика яких підсилювалася чередуванням плоских і рустованих поверхонь, а також декоративними полосками. Центральний об'єм перекривався чотирисхилим дахом і завершувався невеликим шестигранним дерев'яним барабаном. В інтер'єрі збереглася плоска стеля з двома кільцями для кріплення панікадила. Вівтарна частина відділена від основного об'єму аркою.

## Сучасність
У новітній час громада церкви зареєстрована 30.10.1997 за № 418. Богослужіння проводяться в культовій споруді.
Проводиться реконструкція храму: відновлено покрівлю, підлогу, проведені внутрішні штукатурні роботи.

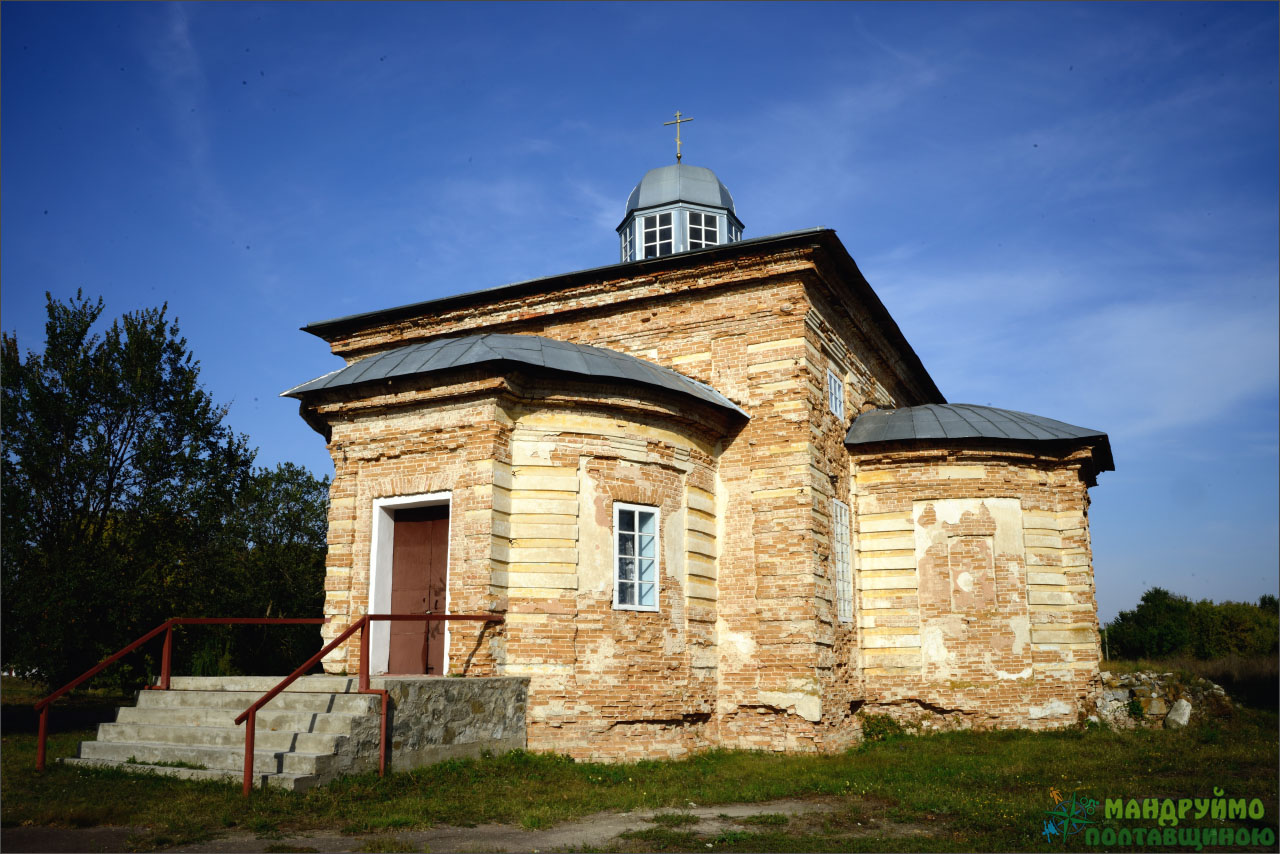
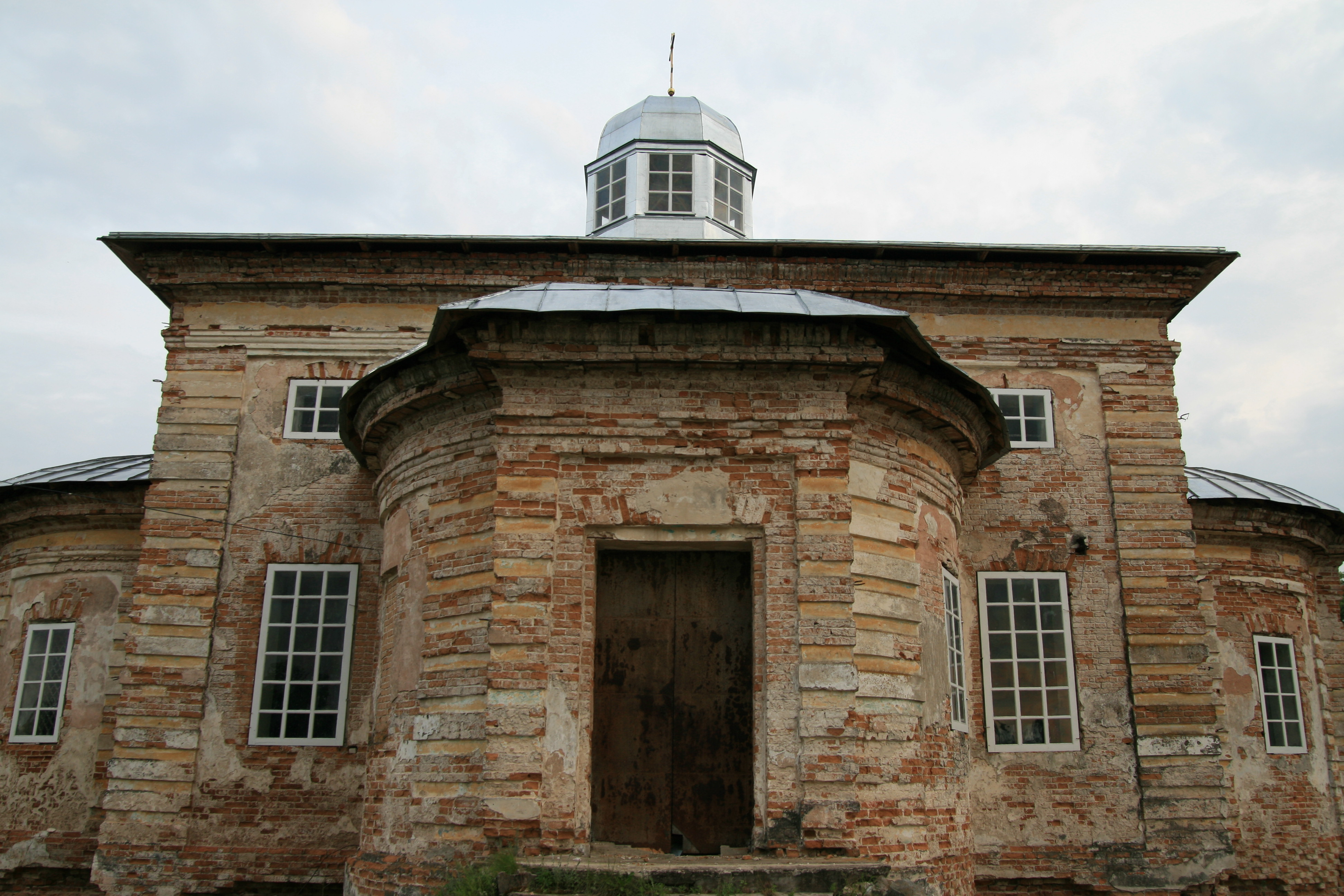
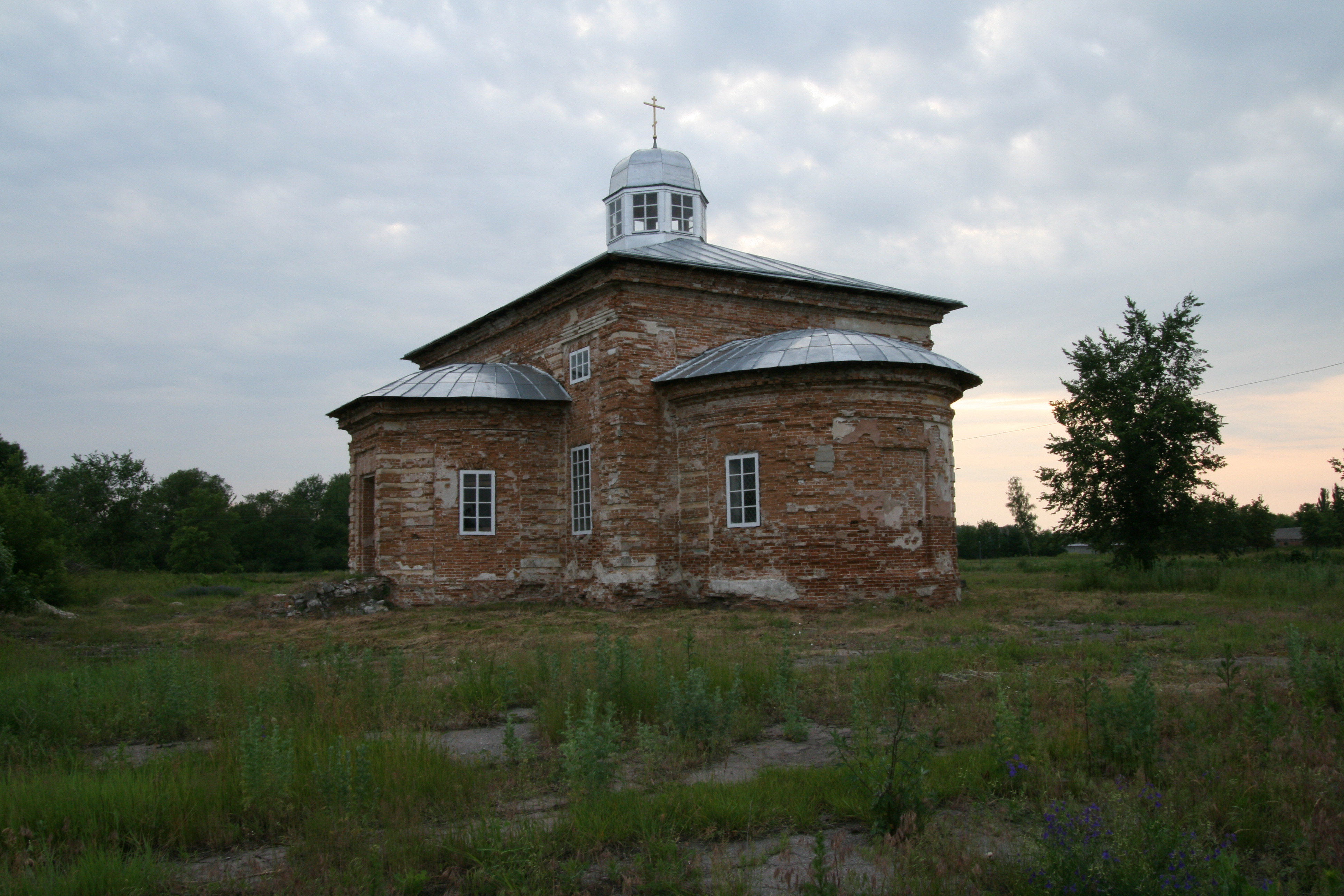